# Relais 4 × 400 mètres aux Jeux olympiques
Pour un article plus général, voir Athlétisme aux Jeux olympiques.
Le relais 4 × 400 mètres masculin figure au programme des Jeux olympiques depuis l'édition de 1912 à Stockholm. Les femmes ne participent à cette épreuve que depuis les Jeux de 1972, à Munich. Le relais 4 × 400 m mixte apparait au programme olympique à l'occasion des Jeux de 2020 à Tokyo.
Les records olympiques de la discipline sont actuellement détenus, chez les hommes, par l'équipe des États-Unis (LaShawn Merritt, Angelo Taylor, David Neville et Jeremy Wariner) qui établit le temps de 2 min 55 s 39 en finale des Jeux olympiques de 2008, à Pékin, et par l'équipe d'URSS chez les femmes (Tatyana Ledovskaya, Olga Nazarova, Mariya Kulchunova-Pinigina et Olga Vladykina-Bryzgina), créditée de 3 min 15 s 17 lors des Jeux olympiques de 1988, à Séoul.
Après les Jeux olympiques de 2020, les États-Unis détiennent le record de victoires masculines (18) et féminines (8).

## Éditions
| N° | Édition | Ville          | Hommes | Femmes | Mixte |
| -- | ------- | -------------- | ------ | ------ | ----- |
| 1  | JO 1896 | Athènes        |        |        |       |
| 2  | JO 1900 | Paris          |        |        |       |
| 3  | JO 1904 | Saint-Louis    |        |        |       |
| 4  | JO 1908 | Londres        |        |        |       |
| 5  | JO 1912 | Stockholm      | X      |        |       |
| 6  | JO 1920 | Anvers         | X      |        |       |
| 7  | JO 1924 | Paris          | X      |        |       |
| 8  | JO 1928 | Amsterdam      | X      |        |       |
| 9  | JO 1932 | Los Angeles    | X      |        |       |
| 10 | JO 1936 | Berlin         | X      |        |       |
| 11 | JO 1948 | Londres        | X      |        |       |
| 12 | JO 1952 | Helsinki       | X      |        |       |
| 13 | JO 1956 | Melbourne      | X      |        |       |
| 14 | JO 1960 | Rome           | X      |        |       |
| 15 | JO 1964 | Tokyo          | X      |        |       |
| 16 | JO 1968 | Mexico         | X      |        |       |
| 17 | JO 1972 | Munich         | X      | X      |       |
| 18 | JO 1976 | Montréal       | X      | X      |       |
| 19 | JO 1980 | Moscou         | X      | X      |       |
| 20 | JO 1984 | Los Angeles    | X      | X      |       |
| 21 | JO 1988 | Séoul          | X      | X      |       |
| 22 | JO 1992 | Barcelone      | X      | X      |       |
| 23 | JO 1996 | Atlanta        | X      | X      |       |
| 24 | JO 2000 | Sydney         | X      | X      |       |
| 25 | JO 2004 | Athènes        | X      | X      |       |
| 26 | JO 2008 | Pékin          | X      | X      |       |
| 27 | JO 2012 | Londres        | X      | X      |       |
| 28 | JO 2016 | Rio de Janeiro | X      | X      |       |
| 29 | JO 2020 | Tokyo          | X      | X      | X     |
| 30 | JO 2024 | Paris          | X      | X      | X     |
|    |         | Total          | 26     | 14     | 2     |

## Hommes

### Historique

#### 1912-1936

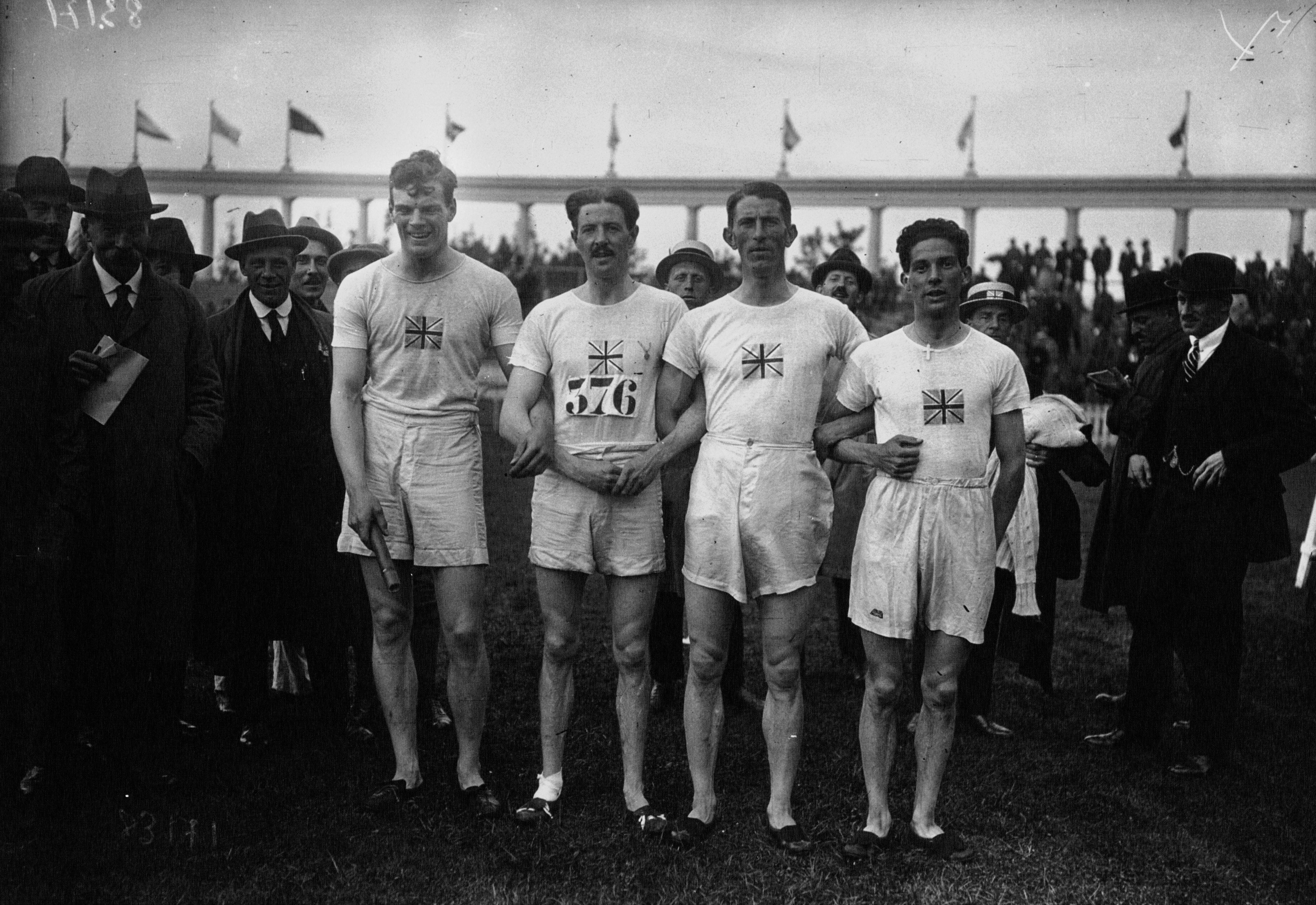
Le relais 4 × 400 m britannique titré lors des Jeux olympiques de 1920.

L'épreuve du relais 4 × 400 mètres fait sa première apparition olympique lors des Jeux olympiques de 1912, à Stockholm, où la finale voit s'opposer trois équipes. La course est remportée par l'équipe des États-Unis composée de Mel Sheppard, Edward Lindberg, Ted Meredith et Charles Reidpath, champion olympique du 400 m quelques jours plus tôt. Le relais américain s'impose en 3 min 16 s 6, temps constituant le nouveau record du monde. La France (Charles Lelong, Robert Schurrer, Pierre Failliot et Charles Poulenard) se classe deuxième de l'épreuve en 3 min 20 s 7, devant la Grande-Bretagne (George Nicol, Ernest Henley, James Soutter et Cyril Seedhouse), troisième en 3 min 23 s 2.
En 1920, lors des Jeux olympiques d'Anvers, la victoire revient à l'équipe de Grande-Bretagne (Cecil Griffiths, Robert Lindsay, John Ainsworth-Davies et Guy Butler) qui s'impose dans le temps de 3 min 22 s 2, devant l'Afrique du Sud (Henning Dafel, Clarence Oldfield et Jack Oosterlaak, et Bevil Rudd), deuxième en 3 min 24 s 2 et la France (Georges André, Gaston Féry, Maurice Delvart et André Devaux), troisième en 3 min 24 s 8. Après un accident de parcours survenu à leur premier relayeur, George Schiller, les États-Unis se classent 4e de l'épreuve.
Quatre ans plus tard, à Paris lors des Jeux olympiques de 1924, les États-Unis s'adjugent le titre olympique en établissant un nouveau record du monde en 3 min 16 s 0. Composée de Commodore Cochran, Alan Helffrich, Oliver MacDonald et William Stevenson, l'équipe américaine devance de plus d'une seconde la Suède (Artur Svensson, Erik Byléhn, Gustaf Wejnarth et Nils Engdahl) et la Grande-Bretagne (Edward Toms, George Renwick, Richard Ripley et Guy Butler), privée du champion olympique du 400 m Eric Liddell.
Les États-Unis conservent leur titre lors des Jeux olympiques de 1928, à Amsterdam, en établissant en finale un nouveau record du monde en 3 min 14 s 2. L'équipe américaine, composée de George Baird, Emerson Spencer, Frederick Alderman et du champion olympique du 400 m Ray Barbuti, devance de 6/10e de seconde l'Allemagne (Otto Neumann, Harry Storz, Richard Krebs et Hermann Engelhard) et de plus d'une seconde le Canada (Alex Wilson, Phil Edwards, Stanley Glover et James Ball). La Grande-Bretagne, qui avait établi le meilleur temps des séries, ne se classe que 5e de l'épreuve.
En 1932, lors des Jeux olympiques de Los Angeles, le relais américain remporte un nouveau titre olympique en établissant pour la troisième fois consécutive un nouveau record du monde, en 3 min 8 s 2. L'équipe des États-Unis, composée de Ivan Fuqua, Edgar Ablowich, Karl Warner et Bill Carr, champion olympique du 400 m et détenteur du record mondial, précède de plus de trois secondes le relais britannique (Crew Stoneley, Tommy Hampson, David Burghley et Godfrey Rampling) et le relais canadien (Ray Lewis, James Ball, Phil Edwards et Alex Wilson).
Lors des Jeux olympiques de 1936, à Berlin, les États-Unis commettent l'erreur de se priver de leurs deux meilleures individualités, Archie Williams et James LuValle  qui ont couru l'épreuve individuelle du 400 m. En leur absence, les Américains (Harold Cagle, Robert Young, Edward O’Brien et Alfred Fitch) terminent en deuxième position, à deux secondes de l'équipe de Grande-Bretagne (Frederick Wolff, Godfrey Rampling, William Roberts et Godfrey Brown), championne olympique en 3 min 9 s 0. L'Allemagne (Helmut Hamann, Friedrich von Stülpnagel, Harry Voigt et Rudolf Harbig) complète le podium en 3 min 11 s 8.

#### 1948-1964

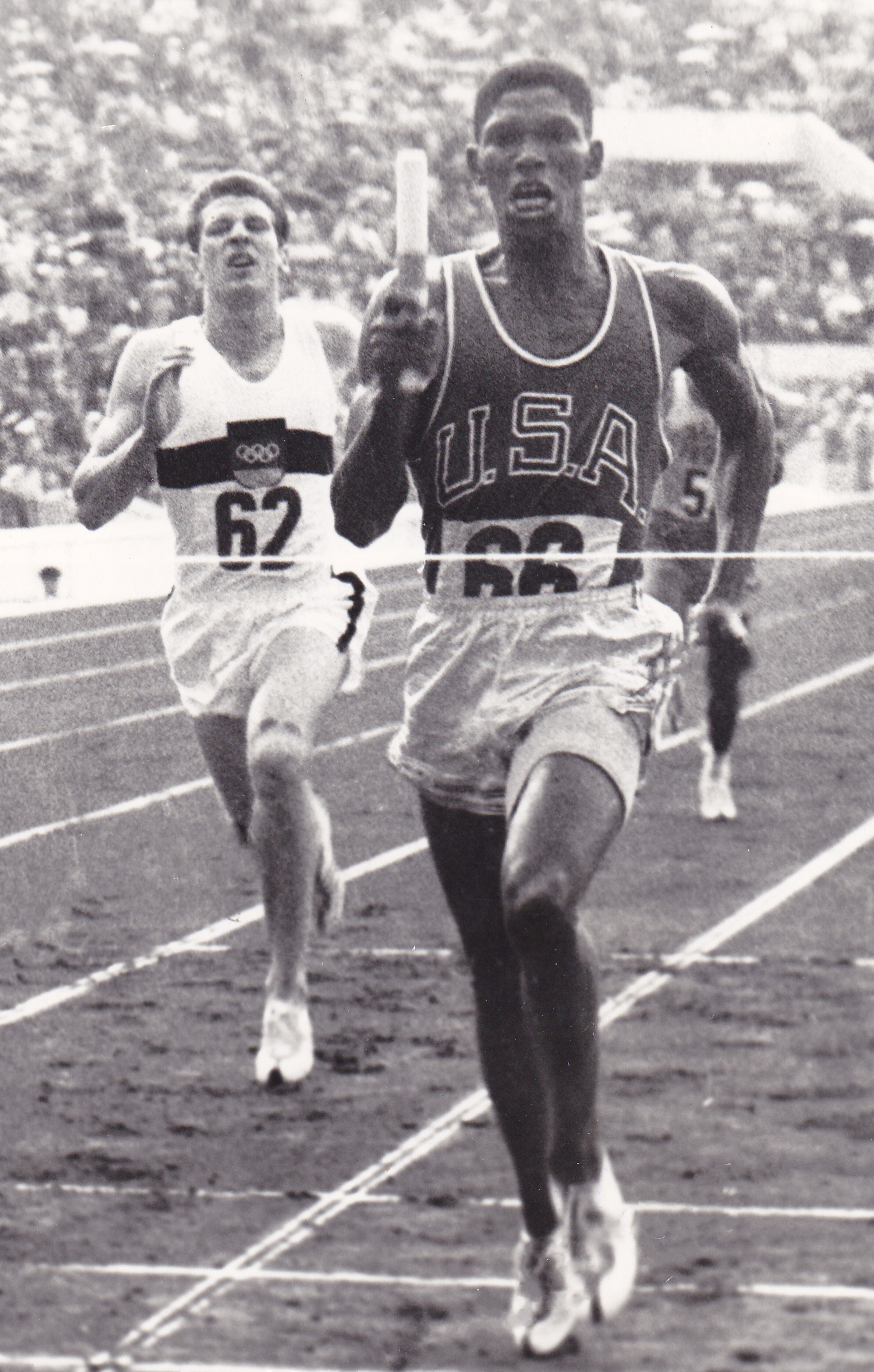
Otis Davis à l'arrivée de la finale du relais 4 × 400 m des Jeux olympiques de 1960.

La Jamaïque est la favorite du relais 4 × 400 m des Jeux olympiques de 1948, à Londres, après avoir obtenu les médailles d'or et d'argent lors de l'épreuve du 400 m par Arthur Wint et Herb McKenley. Cependant, victime d'un claquage dans le dernier tour de la finale du 4 × 400 m, Wint est contraint à l'abandon. La victoire revient à l'équipe des États-Unis (Arthur Harnden, Clifford Bourland, Roy Cochran et Mal Whitfield) qui s'impose dans le temps de 3 min 10 s 4, devant l'équipe de France (Jean Kerebel, François Schewetta, Robert Chef d’Hôtel et Jacques Lunis), deuxième en 3 min 14 s 8 et l'équipe de Suède (Kurt Lundquist, Lars-Erik Wolfbrandt, Folke Alnevik, Rune Larsson), troisième en 3 min 16 s 0.
En 1952, lors des Jeux olympiques d'Helsinki, la Jamaïque obtient le titre olympique en alignant George Rhoden, champion olympique sur 400 m, Herb McKenley, alors détenteur du record du monde du 400 m et médaillé d'argent sur 400 m, plus Arthur Wint et Leslie Laing. Elle s'impose dans le temps de 3 min 3 s 9 et améliore de près de 4 secondes le record du monde que détenait les États-Unis depuis 1932. Les Américains Ollie Matson, Gene Cole, Charles Moore et Mal Whitfield se classent deuxième de l'épreuve en 3 min 4 s 0, devant les Allemands Hans Geister, Günther Steines, Heinz Ulzheimer et Karl-Friedrich Haas, troisièmes en 3 min 6 s 6.
Quatre ans plus tard, à Melbourne lors des Jeux olympiques de 1956, les États-Unis l'emportent avec Charlie Jenkins, déjà champion olympique sur 400 m, Louis Jones, détenteur du record du monde du 400 m, James Mashburn et Tom Courtney, champion olympique sur 800 m, en réalisant le temps de 3 min 4 s 7. Ils devancent l'Australie (Graham Gipson, Leon Gregory, David Lean et Kevan Gosper), deuxième en 3 min 6 s 0, et la Grande-Bretagne (Francis Higgins, Michael Wheeler, John Salisbury et Derek Johnson), troisième en 3 min 7 s 1.
Les États-Unis conservent leur titre lors des Jeux olympiques de 1960, à Rome, où Jack Yerman, Earl Young, Glenn Davis, champion olympique sur 400 m haies, et Otis Davis, champion olympique du 400 m, s'imposent en portant le record du monde à 3 min 2 s 2. L'Allemagne (Joachim Reske, Manfred Kinder, Johannes Kaiser et Carl Kaufmann) se classe deuxième en 3 min 2 s 7 alors que les Indes occidentales (Malcolm Spence, James Wedderburn, Keith Gardner et George Kerr) terminent troisième de l'épreuve en 3 min 4 s 0.
En 1964, lors des Jeux olympiques de Tokyo, les États-Unis obtiennent un nouveau titre olympique et améliorent une nouvelle fois le record du monde, en 3 min 2 s 2. Les médaillés d'or Ollan Cassell, Michael Larrabee, champion olympique du 400 m et détenteur du record du monde, Ulis Williams et Henry Carr, champion olympique du 200 m, devancent la Grande-Bretagne (Timothy Graham, Adrian Metcalfe, John Cooper et Robbie Brightwell), deuxième en 3 min 1 s 6 et Trinité-et-Tobago (Edwin Skinner, Kent Bernard, Edwin Roberts et Wendell Mottley), troisième en 3 min 1 s 7. Henry Carr creuse un écart décisif sur ses adversaires lors du 4e tour de piste.

#### 1968-1984

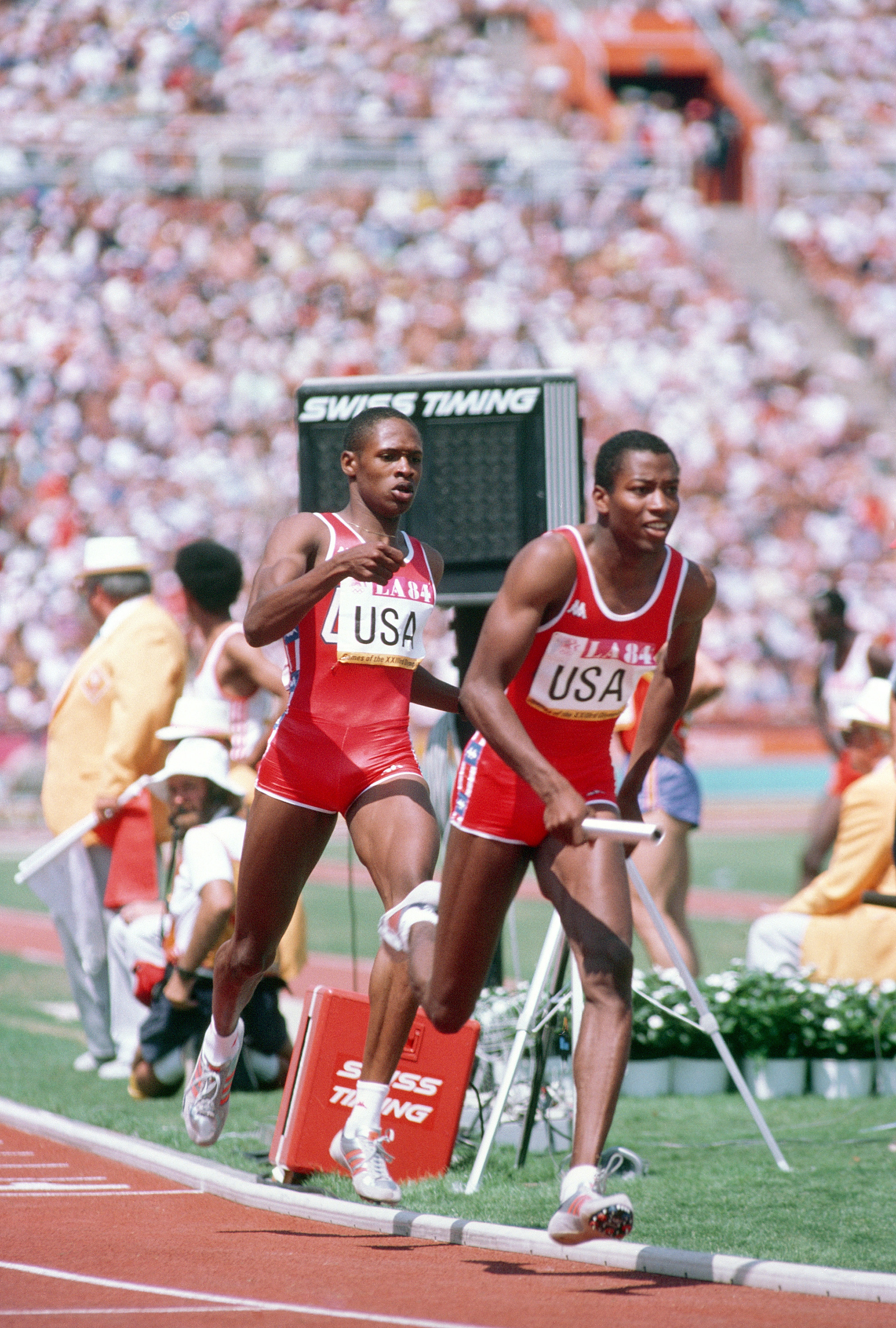
Finale des Jeux olympiques de 1984, à Los Angeles

Le relais 4 × 400 mètres des Jeux olympiques de 1968, à Mexico, est remporté par les États-Unis qui aligne en finale les trois médaillés du 400 m, Lee Evans, Larry James et Ron Freeman, plus Vincent Matthews. Le relais américain établit un nouveau record du monde en 2 min 56 s 16, améliorant de près de trois secondes l'ancienne meilleure marque mondiale. Le Kenya (Daniel Rudisha, Hezahiah Nyamau, Naftali Bon et Charles Asati) s'adjuge la médaille d'argent en 2 min 59 s 6 et la République fédérale d'Allemagne (Helmar Müller, Manfred Kinder, Gerhard Hennige et Martin Jellinghaus) la médaille de bronze en 3 h 0 min 5 s. La veille, lors des séries, les américains avaient égalé le record olympique en 3 min 0 s 7.
Quatre ans plus tard, aux Jeux olympiques de 1972, à Munich, les Américains ne peuvent défendre leur titre olympique : Vincent Matthews et Wayne Collett, premier et deuxième de l'épreuve du 400 m, sont en effet suspendus par le CIO pour attitude incorrecte sur le podium quelques jours plus tôt, alors que John Smith est blessé. Ne disposant que de deux autres coureurs, dont Lee Evans, ils renoncent à participer à la compétition. La victoire revient à l'équipe du Kenya (Charles Asati, Hezahiah Nyamau, Robert Ouko et Julius Sang) qui s'impose dans le temps de 2 min 59 s 8, devant la Grande-Bretagne (Martin Reynolds, Alan Pascoe, David Hemery et David Jenkins), deuxième en 3 min 0 s 5, et la France (Gilles Bertould, Daniel Velasques, Francis Kerbiriou et Jacques Carette), troisième en 3 min 0 s 7.
En 1976, aux Jeux olympiques de Montréal, le relais américain  avec Herman Frazier et Fred Newhouse, respectivement deuxième et troisième de l'épreuve du 400 m, Benjamin Brown et Maxie Parks, s'imposent dans le temps de 2 min 58 s 65. Terminant à plus de plus de trois secondes des États-Unis, la Pologne est médaillée d'argent (Ryszard Podlas, Jan Werner, Zbigniew Jaremski et Jerzy Pietrzyk) et la République fédérale d'Allemagne est médaillée de bronze (Franz-Peter Hofmeister, Lothar Krieg, Harald Schmid et Bernd Herrmann). Titré sur 400 m, Alberto Juantorena se classe 7e de la course en compagnie de ses coéquipiers de Cuba.
Les Jeux olympiques de 1980 sont marqués par le boycott d'une cinquantaine de nations, dont les États-Unis. À Moscou, la victoire revient à l'équipe d'Union soviétique (Viktor Markin, Remigijus Valiulis, Mikhail Linge et Nikolay Chernetsky) qui s'impose dans le temps de 3 min 1 s 1 avec comme premier relayeur le champion olympique du 400 m Viktor Markin. Elle devance la République démocratique allemande (Klaus Thiele, Andreas Knebel, Frank Schaffer et Volker Beck), deuxième en 3 min 1 s 3 et l'Italie (Roberto Tozzi, Mauro Zuliani, Stefano Malinverni et Pietro Mennea), troisième en 3 min 4 s 3. Le temps du vainqueur est le moins rapide depuis les Jeux olympiques de 1960.
Les États-Unis remportent le titre des  Jeux olympiques de 1984 à Los Angeles, en 2 min 57 s 91, établissant la deuxième meilleure performance de tous les temps sur 4 × 400 m. Le relais américain, composé de Sunder Nix, Ray Armstead, Alonzo Babers (champion olympique sur 400 m) et Antonio McKay, devance de près d'une seconde et demi la Grande-Bretagne (Kriss Akabusi, Gary Cook, Todd Bennett et Philip Brown) qui descend pour la première fois sous les 3 minutes (2 min 59 s 13, record d'Europe) et le Nigeria (Sunday Uti, Moses Ugbusien, Rotimi Peters et Innocent Egbunike), médaillé de bronze en 2 min 59 s 32.

#### 1988- 2004

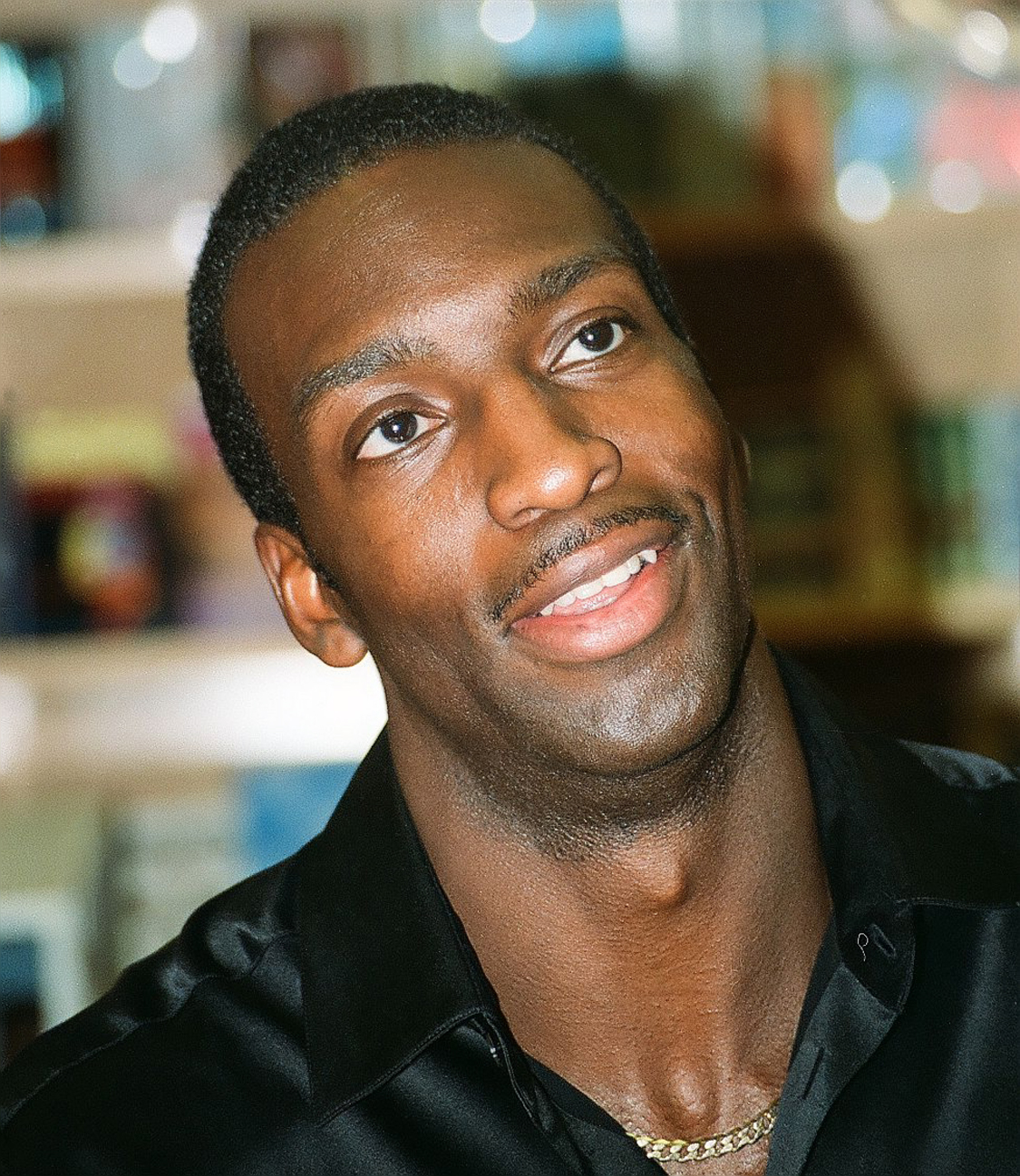
Michael Johnson, champion olympique du 4 × 400 m en 1992.

Le relais 4 × 400 m des Jeux olympiques de 1988, à Séoul, est remporté par les États-Unis qui égalent le record du monde établi par leurs homologues lors des Jeux de 1968, en 2 min 56 s 16. L'équipe est composée de Steve Lewis, Harry Butch Reynolds et Danny Everett, les trois médaillés de l'épreuve du 400 m, et de Kevin Robinzine. La Jamaïque (Howard Davis, Devon Morris, Winthrop Graham et Bert Cameron) termine deuxième à près de quatre secondes des vainqueurs (3 min 0 s 30), devant la République fédérale d'Allemagne (Norbert Dobeleit, Edgar Itt, Jorg Vaihinger et Ralf Lubke), troisième en 3 min 0 s 56.
En 1992, la finale du relais 4 × 400 m des Jeux olympiques de Barcelone est remportée une nouvelle fois par les États-Unis qui établissent un nouveau record du monde en 2 min 55 s 74, améliorant de 42/100e de seconde l'ancienne meilleure marque mondiale établie à deux reprises, aux Jeux de 1968 et 1988. Le relais américain, qui est composé de Quincy Watts et Steve Lewis, respectivement champion et vice-champion olympique sur 400 m en 1992, Andrew Valmon et Michael Johnson, devance de plus de quatre secondes Cuba (Lázaro Martínez, Héctor Herrera, Norberto Téllez et Roberto Hernández), médaillé d'argent en 2 min 59 s 51 et la Grande-Bretagne (Roger Black, David Grindley, Kriss Akabusi et John Regis), médaillée de bronze en 2 min 59 s 73.
Lors des Jeux olympiques de 1996, à Atlanta, le relais américain s'adjuge un nouveau titre olympique. En l'absence de Michael Johnson, vainqueur du 200 m du 400 m mais qui est forfait sur blessure pour le 4 × 400 m, ses compatriotes LaMont Smith, Alvin Harrison, Derek Mills et Anthuan Maybank assurent la victoire dans le temps de 2 min 55 s 99 et devancent la Grande-Bretagne (Iwan Thomas, Jamie Baulch, Mark Richardson et Roger Black), deuxième en 2 min 56 s 60 et la Jamaïque (Michael McDonald, Roxbert Martin, Greg Haughton et Davian Clarke), troisième en 2 min 59 s 42.
Quatre ans plus tard, lors des Jeux olympiques de 2000, à Sydney, les États-Unis remportent la course en 2 min 56 s 35 en alignant Alvin Harrison, Antonio Pettigrew, Calvin Harrison et Michael Johnson en dernier relayeur. Mais Antonio Pettigrew étant convaincu de dopage en 2008, la médaille d'or est retirée à l'équipe américaine au profit de l'équipe du Nigeria arrivée deuxième (Clement Chukwu, Jude Monye, Sunday Bada et Enefiok Udo-Obong) qui établit un nouveau record d'Afrique en 2 min 58 s 68 . La Jamaïque est médaillée d'argent en 2 min 58 s 78 (Michael Blackwood, Greg Haughton, Christopher Williams et Danny McFarlane) et les Bahamas sont médaillés de bronze en 2 min 59 s 23 (Avard Moncur, Troy McIntosh, Carl Oliver et Chris Brown).
Le relais américain remporte les Jeux olympiques de 2004, à Athènes, alignant dans l'ordre Otis Harris, Derrick Brew, Jeremy Wariner, les trois médaillés de l'épreuve individuelle, et Darold Williamson. Les États-Unis devancent de près de 5 secondes l'équipe d'Australie (John Steffensen, Mark Ormrod, Patrick Dwyer et  Clinton Hill), deuxième en 3 min 0 s 60 et l'équipe du Nigeria (James Godday, Musa Audu, Saul Weigopwa et Enefiok Udo-Obong), troisième en 3 min 0 s 90.

#### Depuis 2008

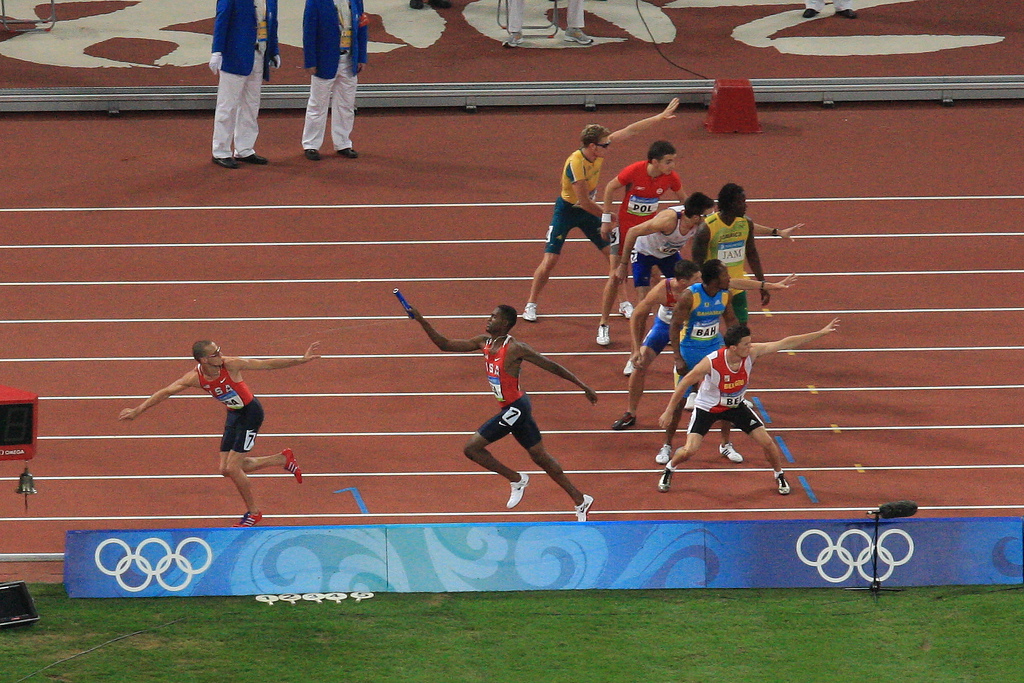
Finale du relais 4 × 400 m lors des Jeux olympiques de 2008.

Le relais 4 × 400 m des Jeux olympiques de 2008, à Pékin, est remporté par les États-Unis qui établissent en finale un nouveau record olympique en 2 min 55 s 39. LaShawn Merritt, Jeremy Wariner et David Neville, les trois médaillés de l'épreuve du 400 m, et Angelo Taylor, titré dans l'épreuve du 400 m haies, devancent les Bahamas (Andretti Bain, Michael Mathieu, Andrae Williams et Chris Brown), deuxièmes en 2 min 58 s 03, et la Russie (Maksim Dyldin, Vladislav Frolov, Anton Kokorin et Denis Alekseyev), troisième en 2 min 58 s 06. Mais, disqualifiés pour cause de dopage de l'un de ses membres, Denis Alekseyev, la Russie est déchu de sa médaille de bronze en 2016 au profit de la Grande-Bretagne (Andrew Steele, Robert Tobin, Michael Bingham et Martyn Rooney), arrivée 4e en 2 min 58 s 81. La Belgique, placée en deuxième position à l'entame du dernier tour, se classe quatrième de la course en établissant un nouveau record national en 2 min 59 s 37.
Lors des Jeux olympiques de 2012, les États-Unis sont battus en finale pour la première fois depuis 1952. À Londres, la victoire revient à l'équipe des Bahamas (Chris Brown, Demetrius Pinder, Michael Mathieu et  Ramon Miller) qui établit un nouveau record national en 2 min 56 s 72 et devance le relais américain (Bryshon Nellum, Joshua Mance, Tony McQuay et Angelo Taylor), deuxième en 2 min 57 s 05, et Trinité-et-Tobago (Lalonde Gordon, Jarrin Solomon, Ade Alleyne-Forte et Deon Lendore), troisième en 2 min 59 s 40 (record national). Pour la première fois aux Jeux olympiques, la finale oppose neuf équipes, l'équipe d'Afrique du Sud ayant été repêchée lors des séries. En tant que dernier relayeur de l'équipe sud-africaine, Oscar Pistorius devient le premier athlète amputé des deux jambes à avoir couru une course olympique parmi les valides.
En 2016, la finale des Jeux olympiques de 2016 est remportée par l'équipe des États-Unis, composée de Arman Hall, Tony McQuay, Gil Roberts et LaShawn Merritt, qui s'impose dans le temps de 2 min 57 s 30. Elle devance la Jamaïque (Peter Matthews, Nathon Allen, Fitzroy Dunkley et Javon Francis), médaillée d'argent en 2 min 58 s 16 et les Bahamas (Alonzo Russell, Michael Mathieu, Steven Gardiner et Chris Brown), troisièmes en 2 min 58 s 49. La Belgique et le Botswana, respectivement 4e et 5e de l'épreuve, établissent de nouveaux records nationaux. En 4e position après le premier passage de témoin, le relais américain se porte en tête par Tony McQuay, talonné par le 2e relayeur botswanais, Karabo Sibanda. Quatrième relayeur, LaShawn Merritt fait une différence décisive sur ses adversaires dans le dernier tour pour remporter le titre, huit ans après sa première médaille d'or dans cette épreuve.
En 2021 à Tokyo, le relais américain conserve son titre lors des Jeux olympiques de 2020 en réalisant en finale la deuxième meilleure performance chronométrique aux Jeux olympiques et la quatrième meilleure performance de tous les temps en 2 min 55 s 70, à 31/100e de seconde seulement du record olympique. L'équipe des États-Unis, composé de Michael Cherry et Michael Norman, seulement 4e et 5e de l'épreuve individuelle, Bryce Deadmon et Rai Benjamin, vice-champion olympique du 400 m haies, devance l'équipe des Pays-Bas (Liemarvin Bonevacia, Terrence Agard, Tony van Diepen et Ramsey Angela) qui établit un nouveau record national en 2 min 57 s 18 après l'avoir déjà amélioré lors des séries. Le Botswana (Isaac Makwala, Baboloki Thebe, Zibane Ngozi et Bayapo Ndori) prend la troisième place en établissant un nouveau record d'Afrique en 2 min 57 s 27, record qu'ils avaient également battu en séries. Deux autres records nationaux sont améliorés lors de cette finale : celui de la Belgique (4e) en 2 min 57 s 88 et celui de l'Italie (7e) en 2 min 58 s 91.

### Palmarès
| Édition | Or | Argent | Bronze |
| ------- | --- | --- | --- |
| 1912    | États-Unis Mel Sheppard Edward Lindberg Ted Meredith Charles Reidpath 3 min 16 s 6                                                                       | France Charles Lelong Robert Schurrer Pierre Failliot Charles Poulenard 3 min 20 s 7                                                                   | Grande-Bretagne George Nicol Ernest Henley James Soutter Cyril Seedhouse 3 min 23 s 2                                                        |
| 1920    | Grande-Bretagne Cecil Griffiths Robert Lindsay John Ainsworth-Davies Guy Butler 3 min 22 s 2                                                             | Afrique du Sud Henning Dafel Clarence Oldfield Jack Oosterlaak Bevil Rudd 3 min 24 s 2                                                                 | France Georges André Gaston Féry Maurice Delvart André Devaux 3 min 24 s 8                                                                   |
| 1924    | États-Unis Commodore Cochran Alan Helffrich Oliver MacDonald William Stevenson 3 min 16 s 0                                                              | Suède Artur Svensson Erik Byléhn Gustaf Wejnarth Nils Engdahl 3 min 17 s 0                                                                             | Grande-Bretagne Edward Toms George Renwick Richard Ripley Guy Butler 3 min 17 s 4                                                            |
| 1928    | États-Unis George Baird Emerson Spencer Frederick Alderman Ray Barbuti 3 min 14 s 2                                                                      | Allemagne Otto Neumann Harry Storz Richard Krebs Hermann Engelhard 3 min 14 s 8                                                                        | Canada Alex Wilson Phil Edwards Stanley Glover James Ball 3 min 15 s 4                                                                       |
| 1932    | États-Unis Ivan Fuqua Edgar Ablowich Karl Warner Bill Carr 3 min 8 s 2                                                                                   | Grande-Bretagne Crew Stoneley Thomas Hampson David Burghley Godfrey Rampling 3 min 11 s 2                                                              | Canada Ray Lewis James Ball Phil Edwards Alex Wilson 3 min 12 s 8                                                                            |
| 1936    | Grande-Bretagne Frederick Wolff Godfrey Rampling William Roberts Godfrey Brown 3 min 9 s 0                                                               | États-Unis Harold Cagle Robert Young Edward O’Brien Alfred Fitch 3 min 11 s 0                                                                          | Allemagne Helmut Hamann Friedrich von Stülpnagel Harry Voigt Rudolf Harbig 3 min 11 s 8                                                      |
| 1948    | États-Unis Arthur Harnden Clifford Bourland Roy Cochran Mal Whitfield 3 min 10 s 2                                                                       | France Jean Kerebel François Schewetta Robert Chef d’Hotel Jacques Lunis 3 min 14 s 8                                                                  | Suède Kurt Lundquist Lars-Erik Wolfbrandt Folke Alnevik Rune Larsson 3 min 16 s 0                                                            |
| 1952    | Jamaïque Arthur Wint Leslie Laing Herb McKenley George Rhoden 3 min 3 s 9                                                                                | États-Unis Ollie Matson Gene Cole Charles Moore Mal Whitfield 3 min 4 s 0                                                                              | Allemagne Hans Geister Günther Steines Heinz Ulzheimer Karl-Friedrich Haas 3 min 6 s 6                                                       |
| 1956    | États-Unis Charlie Jenkins Louis Jones James Mashburn Tom Courtney 3 min 4 s 7                                                                           | Australie Graham Gipson Leon Gregory David Lean Kevan Gosper 3 min 6 s 0                                                                               | Grande-Bretagne Francis Higgins Michael Wheeler John Salisbury Derek Johnson 3 min 7 s 1                                                     |
| 1960    | États-Unis Jack Yerman Earl Young Glenn Davis Otis Davis 3 min 2 s 2                                                                                     | Équipe unifiée d'Allemagne Joachim Reske Manfred Kinder Johannes Kaiser Carl Kaufmann 3 min 2 s 7                                                      | Indes occidentales Malcolm Spence James Wedderburn Keith Gardner George Kerr 3 min 4 s 0                                                     |
| 1964    | États-Unis Ollan Cassell Michael Larrabee Ulis Williams Henry Carr 3 min 0 s 7                                                                           | Grande-Bretagne Timothy Graham Adrian Metcalfe John Cooper Robbie Brightwell 3 min 1 s 6                                                               | Trinité-et-Tobago Edwin Skinner Kent Bernard Edwin Roberts Wendell Mottley 3 min 1 s 7                                                       |
| 1968    | États-Unis Vincent Matthews Ron Freeman Larry James Lee Evans 2 min 56 s 16                                                                              | Kenya Daniel Rudisha Hezahiah Nyamau Naftali Bon Charles Asati 2 min 59 s 6                                                                            | Allemagne de l'Ouest Helmar Müller Manfred Kinder Gerhard Hennige Martin Jellinghaus 3 min 0 s 5                                             |
| 1972    | Kenya Charles Asati Hezahiah Nyamau Robert Ouko Julius Sang 2 min 59 s 83                                                                                | Grande-Bretagne Martin Reynolds Alan Pascoe David Hemery David Jenkins 3 min 0 s 5                                                                     | France Gilles Bertould Daniel Velasques Francis Kerbiriou Jacques Carette 3 min 0 s 7                                                        |
| 1976    | États-Unis Herman Frazier Benjamin Brown Fred Newhouse Maxie Parks 2 min 58 s 65                                                                         | Pologne Ryszard Podlas Jan Werner Zbigniew Jaremski Jerzy Pietrzyk 3 min 1 s 43                                                                        | Allemagne de l'Ouest Franz-Peter Hofmeister Lothar Krieg Harald Schmid Bernd Herrmann 3 min 1 s 98                                           |
| 1980    | Union soviétique Remigijus Valiulis Mikhail Linge Nikolay Chernetsky Viktor Markin 3 min 1 s 08                                                          | Allemagne de l'Est Klaus Thiele Andreas Knebel Frank Schaffer Volker Beck 3 min 1 s 26                                                                 | Italie Stefano Malinverni Mauro Zuliani Roberto Tozzi Pietro Mennea 3 min 4 s 54                                                             |
| 1984    | États-Unis Sunder Nix Ray Armstead Alonzo Babers Antonio McKay 2 min 57 s 91                                                                             | Grande-Bretagne Kriss Akabusi Gary Cook Todd Bennett Philip Brown 2 min 59 s 13                                                                        | Nigeria Sunday Uti Moses Ugbusien Rotimi Peters Innocent Egbunike 2 min 59 s 32                                                              |
| 1988    | États-Unis Danny Everett Steve Lewis Kevin Robinzine Butch Reynolds 2 min 56 s 16                                                                        | Jamaïque Howard Davis Devon Morris Winthrop Graham Bertland Cameron 3 min 0 s 30                                                                       | Allemagne de l'Ouest Norbert Dobeleit Edgar Itt Jörg Vaihinger Ralf Lübke 3 min 0 s 56                                                       |
| 1992    | États-Unis Andrew Valmon Quincy Watts Michael Johnson Steve Lewis 2 min 55 s 74                                                                          | Cuba Lazaro Martínez Hector Herrera Norberto Téllez Roberto Hernández 2 min 59 s 31                                                                    | Grande-Bretagne Roger Black David Grindley Kriss Akabusi John Regis 2 min 59 s 73                                                            |
| 1996    | États-Unis LaMont Smith Alvin Harrison Derek Mills Anthuan Maybank 2 min 55 s 99 Participation aux séries : Jason Rouser                                 | Grande-Bretagne Iwan Thomas Jamie Baulch Mark Richardson Roger Black 2 min 56 s 60 Participation aux séries : Mark Hylton Du'aine Ladejo               | Jamaïque Michael McDonald Roxbert Martin Gregory Haughton Davian Clarke 2 min 59 s 42 Participation aux séries : Dennis Blake Garth Robinson |
| 2000    | Nigéria Clement Chukwu Jude Monye Sunday Bada Enefiok Udo-Obong 2 min 58 s 68 Participation aux séries : Nduka Awazie Fidelis Gadzama                    | Jamaïque Michael Blackwood Gregory Haughton Christopher Williams Danny McFarlane 2 min 58 s 78 Participation aux séries : Sanjay Ayre Michael McDonald | Bahamas Avard Moncur Troy McIntosh Carl Oliver Chris Brown 2 min 59 s 23 Participation aux séries : Timothy Munnings                         |
| 2004    | États-Unis Otis Harris Derrick Brew Jeremy Wariner Darold Williamson 2 min 55 s 91 Participation aux séries : Andrew Rock Kelly Willie                   | Australie John Steffensen Mark Ormrod Patrick Dwyer Clinton Hill 3 min 0 s 60                                                                          | Nigeria James Godday Musa Audu Saul Weigopwa Enefiok Udo-Obong 3 min 0 s 90                                                                  |
| 2008    | États-Unis LaShawn Merritt Angelo Taylor David Neville Jeremy Wariner 2 min 55 s 39 Participation aux séries : Kerron Clement Reggie Witherspoon         | Bahamas Andretti Bain Michael Mathieu Andrae Williams Chris Brown 2 min 58 s 03 Participation aux séries : Avard Moncur Ramon Miller                   | Grande-Bretagne Andrew Steele Robert Tobin Michael Bingham Martyn Rooney 2 min 58 s 06                                                       |
| 2012    | Bahamas Chris Brown Demetrius Pinder Michael Mathieu Ramon Miller 2 min 56 s 72                                                                          | États-Unis Bryshon Nellum Josh Mance Tony McQuay Angelo Taylor 2 min 57 s 05 Participation aux séries : Manteo Mitchell                                | Trinité-et-Tobago Lalonde Gordon Jarrin Solomon Ade Alleyne-Forte Deon Lendore 2 min 59 s 40                                                 |
| 2016    | États-Unis Arman Hall Tony McQuay Gil Roberts LaShawn Merritt 2 min 57 s 30 Participation aux séries : Kyle Clemons David Verburg                        | Jamaïque Peter Matthews Nathon Allen Fitzroy Dunkley Javon Francis 2 min 58 s 16 Participation aux séries : Rusheen McDonald                           | Bahamas Alonzo Russell Michael Mathieu Steven Gardiner Chris Brown 2 min 58 s 49 Participation aux séries : Stephen Newbold                  |
| 2020    | États-Unis Michael Cherry Michael Norman Bryce Deadmon Rai Benjamin 2 min 55 s 70 Participation aux séries : Trevor Stewart Randolph Ross Vernon Norwood | Pays-Bas Liemarvin Bonevacia Terrence Agard Tony van Diepen Ramsey Angela 2 min 57 s 18 Participation aux séries : Jochem Dobber                       | Botswana Isaac Makwala Baboloki Thebe Zibane Ngozi Bayapo Ndori 2 min 57 s 27                                                                |
| 2024    | États-Unis Christopher Bailey Rai Benjamin Bryce Deadmon Vernon Norwood Participation aux séries : Quincy Wilson                                         | Botswana Collen Kebinatshipi Bayapo Ndori Anthony Pesela Letsile Tebogo                                                                                | Grande-Bretagne Lewis Davey Charles Dobson Alex Haydock-Wilson Matthew Hudson-Smith Participation aux séries : Toby Harries Samuel Reardon   |

### Record olympique
| Temps         | Pays            | Athlètes                                                               | Lieu        | Date             | Record |
| ------------- | --------------- | ---------------------------------------------------------------------- | ----------- | ---------------- | ------ |
| 3 min 19 s 0  | Grande-Bretagne | George Nicol, Ernest Henley, James Soutter, Cyril Seedhouse            | Stockholm   | 14 juillet 1912  |        |
| 3 min 16 s 6  | États-Unis      | Mel Sheppard, Ed Lindberg, Ted Meredith, Charles Reidpath              | Stockholm   | 15 juillet 1912  | WR     |
| 3 min 16 s 0  | États-Unis      | Commodore Cochran, William Stevenson, Oliver MacDonald, Alan Helffrich | Paris       | 12 avril 1924    | WR     |
| 3 min 14 s 2  | États-Unis      | George Baird, Emerson Spencer, Frederick Alderman, Ray Barbuti         | Amsterdam   | 5 août 1928      | WR     |
| 3 min 11 s 8  | États-Unis      | Ivan Fuqua, Edgar Ablowich, Karl Warner, Bill Carr                     | Los Angeles | 6 août 1932      |        |
| 3 min 8 s 2   | États-Unis      | Ivan Fuqua, Edgar Ablowich, Karl Warner, Bill Carr                     | Los Angeles | 7 août 1932      | WR     |
| 3 min 3 s 9   | Jamaïque        | Arthur Wint, Leslie Laing, Herb McKenley, George Rhoden                | Helsinki    | 27 juillet 1952  | WR     |
| 3 min 2 s 2   | États-Unis      | Jack Yerman, Earl Young, Glenn Davis, Otis Davis                       | Rome        | 8 septembre 1960 | WR     |
| 3 min 0 s 7   | États-Unis      | Ollan Cassell, Michael Larrabee, Ulis Williams, Henry Carr             | Tokyo       | 21 octobre 1964  | WR     |
| 3 min 0 s 7   | États-Unis      | Vince Matthews, Ron Freeman, Larry James, Lee Evans                    | Mexico      | 19 octobre 1968  |        |
| 2 min 56 s 16 | États-Unis      | Vince Matthews, Ron Freeman, Larry James, Lee Evans                    | Mexico      | 20 octobre 1968  | WR     |
| 2 min 56 s 16 | États-Unis      | Danny Everett, Steve Lewis, Kevin Robinzine, Harry Butch Reynolds      | Séoul       | 1er octobre 1988 | WR     |
| 2 min 55 s 74 | États-Unis      | Andrew Valmon, Quincy Watts, Michael Johnson, Steve Lewis              | Barcelone   | 8 août 1992      | WR     |
| 2 min 55 s 39 | États-Unis      | LaShawn Merritt, Angelo Taylor, David Neville, Jeremy Wariner          | Pékin       | 23 août 2008     |        |

## Femmes

### Historique

#### 1972-1984

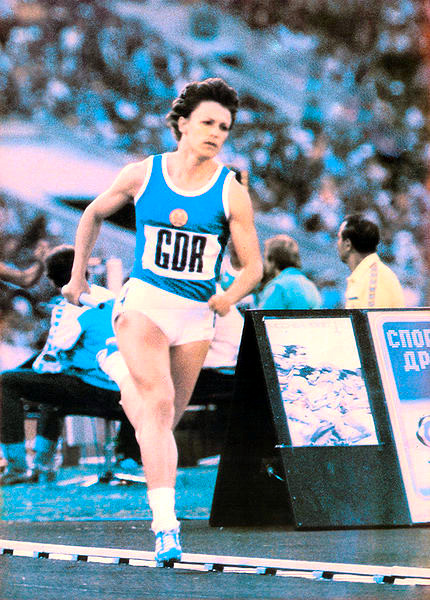
Christina Lathan, championne olympique du relais 4 × 400 mètres en 1976 à Montréal.

Le relais féminin fait sa première apparition aux jeux de Munich en 1972 ; l'équipe d'Allemagne de l'Est domine l'épreuve en établissant un nouveau record du monde pendant les séries en 3 min 28 s 5, marque améliorée en finale de cinq secondes en finale. Dagmar Käsling, Rita Kühne, Helga Seidler et Monika Zehrt compose l'équipe victorieuse, relais déjà championne d'Europe l'année précédente hormis le remplacement de Käsling qui a remplacé Ingelore Lohse. Alignée en individuelle, Zehrt avait décroché le titre tandis que Seidler avait terminé au pied du podium à la quatrième place.
Pour l’olympiade suivante à Montréal, le titre est conservé par l’Allemagne de l'Est mais avec une équipe nouvelle composée de Doris Maletzki, Brigitte Rohde, Ellen Streidt (médaille de bronze sur 400 m) et Christina Brehmer (médaille d'argent sur 400 m) avec en prime un nouveau record du monde. États-Unis et Union soviétique complète le podium.
L'épreuve des Jeux de Moscou en 1980 est marqué par le boycott de plusieurs pays dont le relais américain et voit le relais soviétique s'imposer de deux dixièmes devant le relais est-allemand.
Lors des Jeux olympiques de 1984 à Los Angeles, l'équipe soviétique et est-allemande ne sont pas présents pour défendre leur précédent titre et même, les trois équipes du podium des championnats du monde puisque la Tchécoslovaquie y avait pris une deuxième place. Pourtant, le relais américain composé de Lillie Leatherwood, Sherri Howard, Valerie Brisco-Hooks (médaillé d'or sur 200 et 400 m), Chandra Cheeseborough (médaille d'argent sur 400 m et d'or sur relais 4 × 100 m) y établisse un nouveau record olympique en finale.

#### 1988-2004

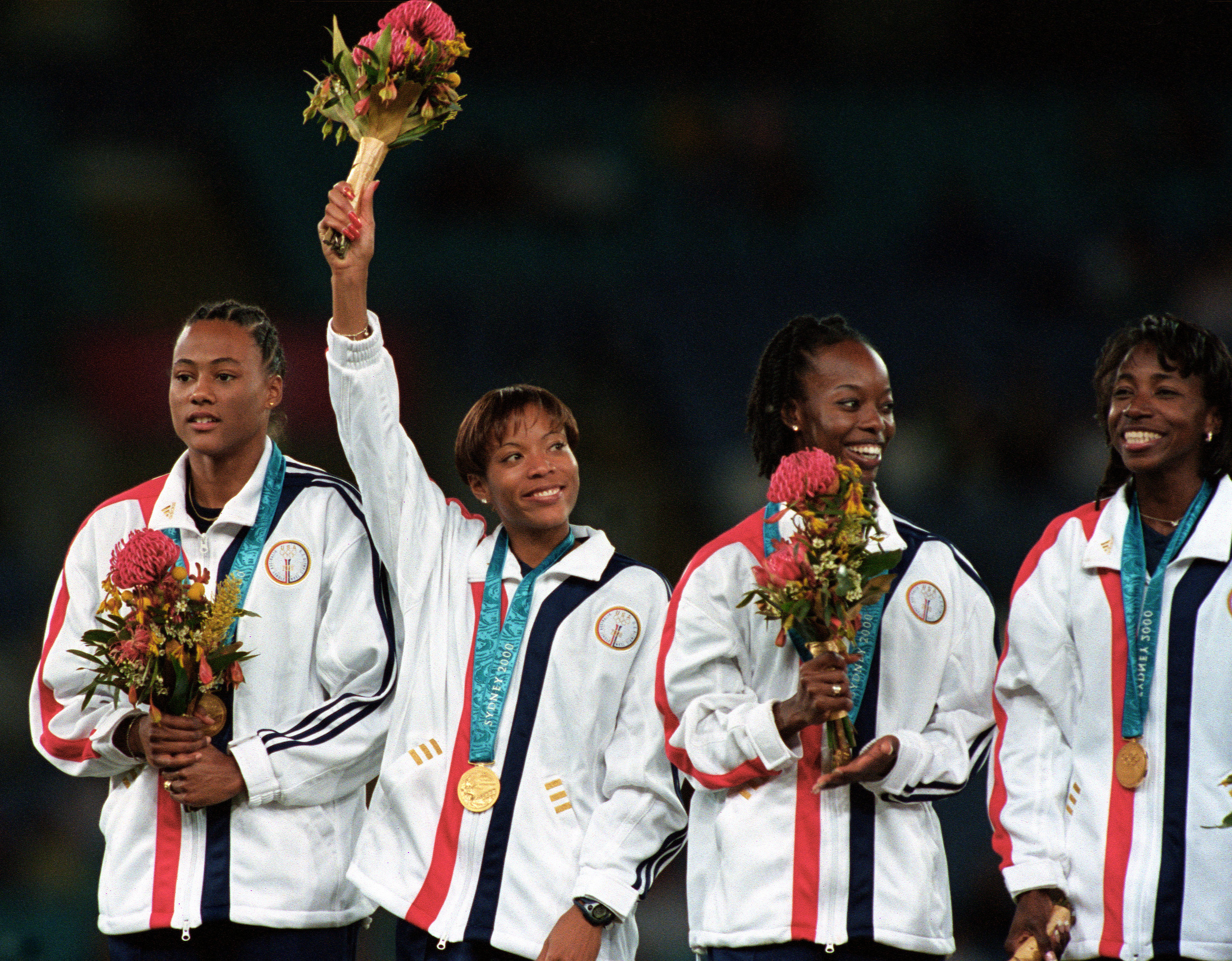
Le relais américain en 2000

La revanche est pris aux jeux 1988 avec l'Union soviétique qui est de nouveau titré, record mondial à la clé en 3 min 15 s 17 qui est encore la référence de nos jours. L'équipe est composée de Tatyana Ledovskaya (médaille d'argent sur 400 m haies), Olga Nazarova (médaille de bronze sur 400 m), Mariya Pinigina et Olga Bryzgina (médaille d'or sur 400 m).
En 1992, on retrouve comme vainqueur le relais russe au sein d'une équipe unifiée de l’ex-URSS : si Olga Nazarova et Olha Bryzhina sont toujours présentes, Yelena Ruzina et Lyudmyla Dzhygalova complète le quatuor qui avait été sacré championnes du monde en 1991.
L'équipe américaine reste toujours battue et il faut attendre les jeux d'Atlanta en 1996 pour qu'elle s'impose devant son public avec Rochelle Stevens, Maicel Malone, Kim Graham et Jearl Miles. Le titre marque la domination des américaines qui ne perdront plus de finale olympique. On notera l'apparition du Nigéria sur la deuxième place grâce notamment à Falilat Ogunkoya et Fatima Yusuf qui s'étaient illustrées en individuel.
Aux jeux de Sydney en 2000, le relais américain gagne sa septième médaille avec l’or obtenu par Jearl Miles-Clark, Monique Hennagan, Marion Jones et LaTasha Colander. La course avait été marquée par l'effort héroïque de Cathy Freeman pour l'Australie mais franchissant la ligne en quatrième position. En 2007, à la suite du dopage avéré de l'Américaine Jones, le Comité international olympique disqualifie le relais américain et lui retire la médaille d'or mais la décision fut annulé en appel en 2010 au titre que statuant que les règlements en vigueur en 2000 ne permettaient pas de disqualifier des équipes entières en raison du dopage d'une athlète. Les trois autres finalistes ainsi qu'Andrea Anderson qui avait participer aux séries, se voient réattribuer la médaille d'or. L'année 2000 voit également la montée en puissance des athlètes jamaïcaine qui monteront sur le podium à chaque édition suivante.
DeeDee Trotter (5e en 400 m), Monique Henderson, Sanya Richards (6e en 400 m) et Monique Hennagan (4e en 400 m) occupent la première place dans le podium du relais des jeux d'Athènes en 2004 en un temps de 3 min 19 s 01. La finale est marquée par la mésavanture du relais grec au moment du deuxième passage de relais : alors qu'elle était à la sixième place, Dimitra Dova a été bousculée par sa coéquipière Hrisoula Goudenoudi. Dova a essayé de réparer sa chaussure, puis est entrée dans le champ intérieur avec frustration avant de retourner sur la piste. La Grèce finira dernière avec plus de 17 secondes après l'avant-dernier finaliste.

#### Depuis 2008

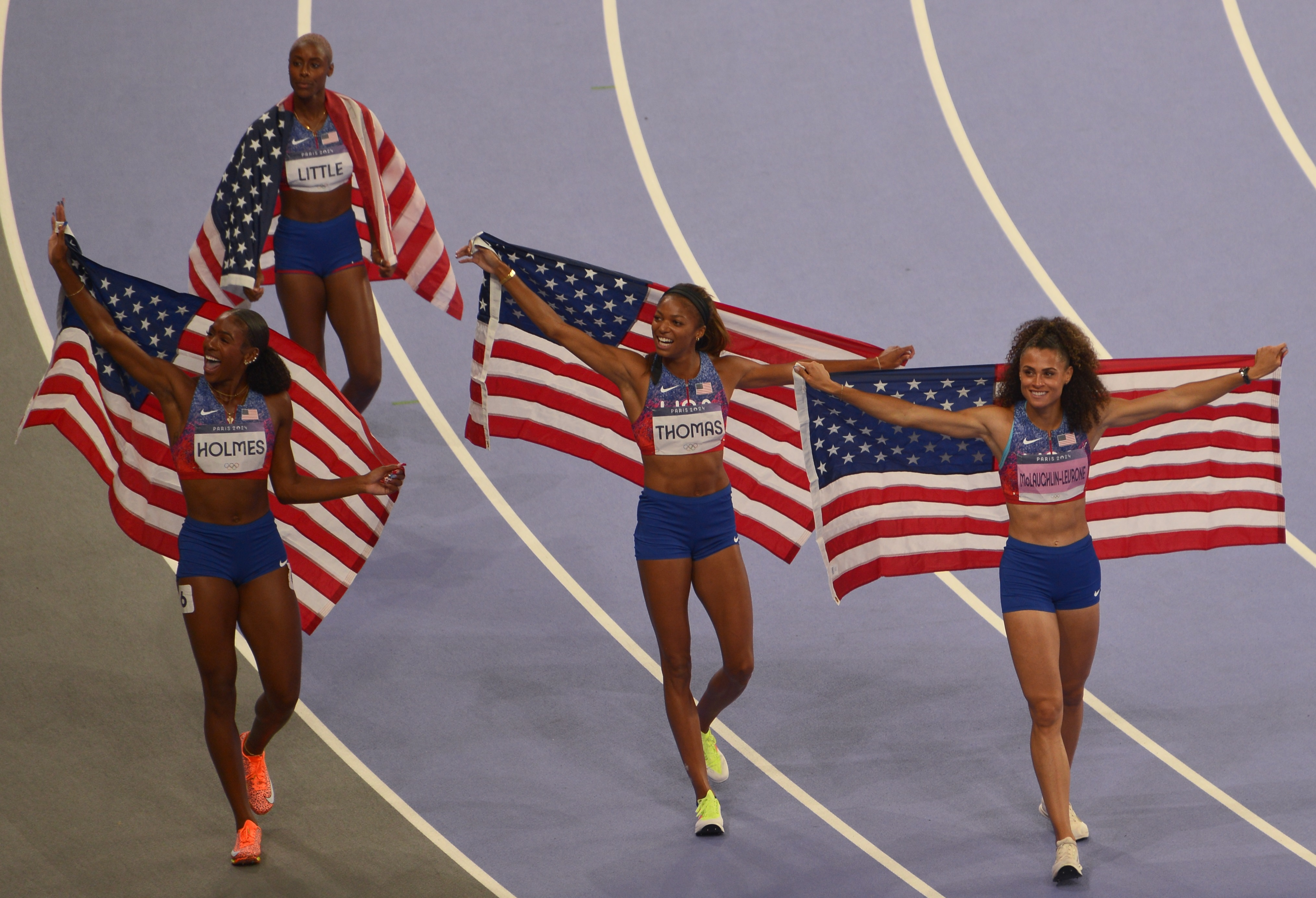
Relais américain du 4x400m lors de la finale des JO 2024

Les deux olympiades suivantes furent marquées par les victoires américaines et des chamboulements de classement liés au dopage : en 2008, La Russie, initialement 2e de la course, est disqualifiée en 2015 pour dopage. La Jamaïque récupère la médaille d'argent tandis que la Biélorussie s'octroie le bronze. Mais le 25 novembre 2016, cette équipe est déchue du bronze à la suite du test positif de Sviatlana Usovich. Par conséquent, l'équipe Britannique récupère cette médaille de bronze. L'équipe de Russie, initialement deuxième de l'épreuve de 2012, est disqualifiée en 2017 à cause du dopage d'Antonina Krivoshapka. La Jamaïque récupère la médaille d'argent et l'Ukraine la médaille de bronze.
En 2016 à Rio de Janeiro, les Américaines Courtney Okolo, Natasha Hastings, Phyllis Francis et Allyson Felix s'imposent une nouvelle fois en finale dans le temps de 3 min 19 s 06, devant la Jamaïque et la Grande-Bretagne.
Aux Jeux Olympiques de 2020 à Tokyo, les États-Unis alignent une véritable Dream Team en finale avec Athing Mu, championne olympique sur 800 m, Sydney McLaughlin, championne olympique sur 400 m haies avec un nouveau record du monde, Dalilah Muhammad, vice-championne olympique sur 400 m haies, et enfin Allyson Felix, médaillée de bronze sur 400 m quelques jours plus tôt. Sans surprise, les Américaines écrasent la course en signant en 3 min 16 s 85 le cinquième meilleur temps de l'histoire et le plus rapide depuis 1993. Allyson Felix s'adjuge ainsi sa quatrième médaille d'or olympique consécutive dans cette épreuve, son septième titre olympique et sa onzième médaille au total. La Pologne s'empare de la médaille d'argent en 3 min 20 s 53, nouveau record national, tandis que la Jamaïque décroche la médaille de bronze en 3 min 21 s 24, obtenant ainsi son sixième podium olympique d'affilée dans cette épreuve.

### Palmarès
| Édition | Or | Argent | Bronze |
| ------- | --- | --- | --- |
| 1972    | Allemagne de l'Est Dagmar Käsling Rita Kühne Helga Seidler Monika Zehrt 3 min 23 s 0 (WR)                                                                                | États-Unis Mable Fergerson Madeline Manning Cheryl Toussaint Kathy Hammond 3 min 25 s 2                                                                 | Allemagne de l'Ouest Anette Rückes Inge Bödding Hildegard Falck Rita Wilden 3 min 26 s 5                                                                  |
| 1976    | Allemagne de l'Est Doris Maletzki Brigitte Rohde Ellen Streidt Christina Brehmer 3 min 19 s 23 (WR)                                                                      | États-Unis Debra Sapenter Sheila Ingram Pamela Jiles Rosalyn Bryant 3 min 22 s 81                                                                       | Union soviétique Inta Klimovica Lyudmila Aksenova Natalia Sokolova Nadezhda Ilyina 3 min 24 s 24                                                          |
| 1980    | Union soviétique Tatyana Prorochenko Tatyana Goistchik Nina Zyuskova Irina Nazarova 3 min 20 s 2                                                                         | Allemagne de l'Est Gabriele Löwe Barbara Krug Christina Brehmer Marita Koch 3 min 20 s 4                                                                | Grande-Bretagne Linsey MacDonald Michelle Probert Joslyn Hoyte-Smith Janine MacGregor 3 min 27 s 5                                                        |
| 1984    | États-Unis Lillie Leatherwood Sherri Howard Valerie Brisco-Hooks Chandra Cheeseborough 3 min 18 s 29 (OR)                                                                | Canada Charmaine Crooks Jillian Richardson Molly Killingbeck Marita Payne 3 min 21 s 21                                                                 | Allemagne de l'Ouest Heike Schulte-Mattler Ute Thimm Heide-Elke Gaugel Gaby Bussmann 3 min 22 s 98                                                        |
| 1988    | Union soviétique Tatyana Ledovskaya Olga Nazarova Mariya Pinigina Olga Bryzgina 3 min 15 s 18 (WR)                                                                       | États-Unis Denean Howard Diane Dixon Valerie Brisco-Hooks Florence Griffith-Joyner 3 min 15 s 51                                                        | Allemagne de l'Est Dagmar Neubauer Kirsten Emmelmann Sabine Busch Petra Müller 3 min 18 s 29                                                              |
| 1992    | Équipe unifiée Yelena Ruzina Lyudmila Dzhigalova Olga Nazarova Olga Bryzgina 3 min 20 s 20                                                                               | États-Unis Natasha Kaiser Gwen Torrence Jearl Miles Rochelle Stevens 3 min 20 s 92                                                                      | Grande-Bretagne Phylis Smith Sandra Douglas Jennifer Stoute Sally Gunnell 3 min 24 s 23                                                                   |
| 1996    | États-Unis Rochelle Stevens Maicel Malone Kim Graham Jearl Miles 3 min 20 s 91                                                                                           | Nigeria Bisi Afolabi Fatima Yusuf Charity Opara Falilat Ogunkoya 3 min 21 s 04                                                                          | Allemagne Uta Rohländer Linda Kisabaka Anja Rücker Grit Breuer 3 min 21 s 14                                                                              |
| 2000    | États-Unis Jearl Miles-Clark Monique Hennagan LaTasha Colander Andrea Anderson 3 min 22 s 62                                                                             | Jamaïque Sandie Richards Catherine Scott-Pomales Deon Hemmings Lorraine Graham 3 min 23 s 25                                                            | Russie Yuliya Sotnikova Svetlana Goncharenko Olga Kotlyarova Irina Privalova 3 min 23 s 46                                                                |
| 2004    | États-Unis DeeDee Trotter Monique Henderson Sanya Richards Monique Hennagan 3 min 19 s 01                                                                                | Russie Olesya Krasnomovets Natalya Nazarova Olesya Zykina Natalya Antyukh 3 min 20 s 16                                                                 | Jamaïque Novlene Williams Michelle Burgher Nadia Davy Sandie Richards 3 min 22 s 00                                                                       |
| 2008    | États-Unis Mary Wineberg Allyson Felix Monique Henderson Sanya Richards 3 min 18 s 54                                                                                    | Jamaïque Shericka Williams Shereefa Lloyd Rosemarie Whyte Novlene Williams 3 min 20 s 40                                                                | Grande-Bretagne Christine Ohuruogu Kelly Sotherton Marilyn Okoro Nicola Sanders 3 min 22 s 68                                                             |
| 2012    | États-Unis DeeDee Trotter Allyson Felix Francena McCorory Sanya Richards-Ross 3 min 16 s 87                                                                              | Jamaïque Christine Day Rosemarie Whyte Shericka Williams Novlene Williams-Mills 3 min 20 s 95                                                           | Ukraine Alina Lohvynenko Olha Zemlyak Hanna Yaroshchuk Nataliya Pyhyda 3 min 23 s 57                                                                      |
| 2016    | États-Unis Courtney Okolo Natasha Hastings Phyllis Francis Allyson Felix 3 min 19 s 06                                                                                   | Jamaïque Stephenie Ann McPherson Anneisha McLaughlin-Whilby Shericka Jackson Novlene Williams-Mills 3 min 20 s 34                                       | Grande-Bretagne Eilidh Doyle Anyika Onuora Emily Diamond Christine Ohuruogu 3 min 25 s 88                                                                 |
| 2020    | États-Unis Sydney McLaughlin Allyson Felix Dalilah Muhammad Athing Mu 3 min 16 s 85 Participation aux séries : Kaylin Whitney Wadeline Jonathas Kendall Ellis Lynna Irby | Pologne Natalia Kaczmarek Iga Baumgart-Witan Małgorzata Hołub-Kowalik Justyna Święty-Ersetic 3 min 20 s 53 Participation aux séries : Anna Kiełbasińska | Jamaïque Roneisha McGregor Janieve Russell Shericka Jackson Candice McLeod 3 min 21 s 24 Participation aux séries : Junelle Bromfield Stacey-Ann Williams |

### Record olympique
| Temps         | Pays                 | Athlètes                                                                       | Lieu        | Date              | Record |
| ------------- | -------------------- | ------------------------------------------------------------------------------ | ----------- | ----------------- | ------ |
| 3 min 29 s 3  | Allemagne de l'Ouest | Anette Rückes, Inge Bödding, Hildegard Falck, Rita Wilden                      | Munich      | 9 septembre 1972  |        |
| 3 min 28 s 5  | Allemagne de l'Est   | Dagmar Käsling, Rita Kühne, Helga Seidler, Monika Zehrt                        | Munich      | 9 septembre 1972  | WR     |
| 3 min 23 s 0  | Allemagne de l'Est   | Dagmar Käsling, Rita Kühne, Helga Seidler, Monika Zehrt                        | Munich      | 10 septembre 1972 | WR     |
| 3 min 19 s 23 | Allemagne de l'Est   | Doris Maletzki, Brigitte Rohde, Ellen Streidt, Christina Lathan                | Montréal    | 31 juillet 1976   | WR     |
| 3 min 18 s 29 | États-Unis           | Lillie Leatherwood, Sherri Howard, Valerie Brisco-Hooks, Chandra Cheeseborough | Los Angeles | 11 août 1984      |        |
| 3 min 15 s 17 | Union soviétique     | Tatyana Ledovskaya, Olga Nazarova, Mariya Pinigina, Olga Bryzgina              | Séoul       | 1er octobre 1988  | WR     |

## Mixte

### Historique
Le 9 juin 2017, la commission exécutive du Comité international olympique annonce que le relais 4 × 400 mètres mixte fera son apparition au programme des Jeux olympiques d'été de 2020.
À Tokyo, l'équipe de Pologne, composée de Karol Zalewski, Natalia Kaczmarek, Justyna Swiety-Ersetic et Kajetan Duszynski, remporte le premier titre olympique de l'histoire du 4 x 400 m mixte en s'imposant dans le temps de 3 min 09 s 87. Derrière, la République dominicaine arrache la médaille d'argent pour un centième devant les États-Unis, qui s'avançaient pourtant comme les grands favoris de cette épreuve. Les Américains avaient initialement été disqualifiés lors des séries pour un passage de témoin hors-zone entre le premier et le deuxième relais, mais avaient finalement été repêché après appel, le jury reconnaissant que les officiels japonais avaient mal positionné sur la piste la deuxième relayeuse Lynna Irby.

### Palmarès
| Édition | Or | Argent | Bronze |
| ------- | --- | --- | --- |
| 2020    | Pologne Karol Zalewski Natalia Kaczmarek Justyna Święty-Ersetic Kajetan Duszyński 3 min 9 s 87 (OR) Participation aux séries : Dariusz Kowaluk Iga Baumgart-Witan Małgorzata Hołub-Kowalik | République dominicaine Lidio Andrés Feliz Marileidy Paulino Anabel Medina Alexander Ogando 3 min 10 s 21 (NR) Participation aux séries : Luguelín Santos | États-Unis Trevor Stewart Kendall Ellis Kaylin Whitney Vernon Norwood 3 min 10 s 22 (SB) Participation aux séries : Elija Godwin Lynna Irby Taylor Manson Bryce Deadmon |

### Record olympique
| Temps         | Pays       | Athlètes                                                                     | Lieu  | Date            | Record |
| ------------- | ---------- | ---------------------------------------------------------------------------- | ----- | --------------- | ------ |
| 3 min 11 s 39 | États-Unis | Elija Godwin, Lynna Irby, Taylor Manson, Bryce Deadmon                       | Tokyo | 30 juillet 2021 |        |
| 3 min 10 s 44 | Pologne    | Dariusz Kowaluk, Iga Baumgart, Małgorzata Hołub-Kowalik, Kajetan Duszyński   | Tokyo | 30 juillet 2021 | AR     |
| 3 min 9 s 87  | Pologne    | Karol Zalewski, Natalia Kaczmarek, Justyna Święty-Ersetic, Kajetan Duszyński | Tokyo | 31 juillet 2021 |        |

## Ancienne épreuve
Un relais de 1 600 m s'est déroulé en 1908 à Londres. Les distances à parcourir étaient de 200 m pour les deux premiers relayeurs, puis de 400 m pour le troisième relayeur, et enfin de 800 m pour le dernier relayeur.
| Édition | Or                                                                                   | Argent                                                                      | Bronze                                                                |
| ------- | ------------------------------------------------------------------------------------ | --------------------------------------------------------------------------- | --------------------------------------------------------------------- |
| 1908    | États-Unis William Hamilton Nathaniel Cartmell John Taylor Mel Sheppard 3 min 29 s 4 | Allemagne Arthur Hoffmann Hans Eicke Otto Trieloff Hanns Braun 3 min 32 s 4 | Hongrie Pál Simon Frigyes Wiesner József Nagy Ödön Bodor 3 min 32 s 5 |